# Лі Куан Ю
Лі Куа́н Ю (англ. Lee Kuan Yew, чи англ. Lee Kwan-Yew; кит.: 李光耀; 16 вересня 1923 — 23 березня 2015) — сінгапурський державний діяч, перший прем'єр-міністр Республіки Сінгапур, один з творців сінгапурського «економічного дива», був при владі близько тридцяти років. На той час коли він вирішив передати владу, щоб забезпечити стабільність та оновлення кадрів, він уже був прем'єр-міністром, що найдовше перебував при владі.
Співзасновник та перший генеральний секретар Партії народної дії (ПНД), він привів свою партію до восьми перемог із 1959 по 1990 рік, був учасником відокремлення Сінгапуру від Малайзії в 1965 році та його подальшого перетворення з відносно нерозвиненої колонії без природних ресурсів на Азійського тигра, державу «Першого світу». До останнього залишався однією з найвпливовіших політичних фігур Південно-Східної Азії.
Другий прем'єр-міністр Сінгапуру, Го Чок Тонг, призначив його старшим міністром в 1990 році. Він обіймав посаду Міністра-ментора, що створив його син Лі Сянь Лун, коли став третім прем'єр-міністром в серпні 2004 року. Його послідовні міністерські посади охоплюють період більш ніж 50 років, таким чином він один з найдовше працюючих міністрів в історії. 14 травня 2011 року, Лі та старший міністр Го Чок Тонг оголосили про свою відставку з кабінету міністрів після виборів у 2011 році.

## Родина
Лі Куан Ю народився 16 вересня 1923 року у Сінгапурі, в сім'ї китайського походження. У своїх мемуарах Лі згадує своє іммігрантське походження,— його прадід був хакка, Лі Бок Бун (народився 1846 року) емігрував із регіону Дапу провінції Гуандун до Стрейтс Сетлментс у 1862 році.
Старша дитина Лі Чин Куна та Чуа Джим Нео, Лі Куан Ю народився в Сінгапурі у великому просторому бунгало. Дитиною він попав під сильний вплив британської культури, частково через дідуся, Лі Хун Лонга, який дав своїм синам англійську освіту. Його дідусь дав йому ім'я «Гаррі» на додачу до його китайського імені (що дав батько) Куан Ю. Він був головним чином відомий як «Гаррі Лі» протягом перших 30-ти років життя, а також до кінця життя для друзів на заході та для близьких друзів і родини. Він почав використовувати своє китайське ім'я після сходження на політичну сцену. На його ім'я іноді посилалися як Гаррі Лі Куан Ю, хоча таке звертання рідко вживалося в офіційних документах. Лі та його дружина Куа Гок Чу одружились 30 вересня 1950 року. Його дружина померла 2 жовтня 2010 року. У них було двоє синів та дочка.
Деякі члени родини Лі займають чільні позиції в сінгапурському суспільстві, його сини та дочка займають високі урядові та пов'язані з урядом пости. Його старший син Лі Сянь Лун, колишній бригадний генерал, був прем'єр-міністром з 2004 до 2024 року. Він також — заступник голови Сінгапурської урядової інвестиційної корпорації, в якій його батько був головою. Молодший син, Лі Сянь Ян, також колишній бригадний генерал, колишній президент та головний виконавчий директор SingTel, пан-азійського телекомунікаційного гіганта та сінгапурської найбільшої компанії за ринковою капіталізацією (оцінюється на Сінгапурській біржі, SGX). П'ятдесят шість процентів від SingTel є у власності Temasek Holdings, провідної урядової холдингової компанії, яка володіє контрольними пакетами у різних великих підприємствах пов'язаних з урядом, наприклад Singapore Airlines чи DBS Bank. Temasek Holdings, в свою чергу, керується виконавчим директором та головним виконавчим директором Хо Чінг, дружиною Лі Сянь Луна. Дочка Лі, Лі Вей Лінг, керує Національним інститутом нейродосліджень. Дружина Лі, Куа Гек Чу, в свій час була партнером в провідній адвокатській фірмі Lee & Lee.

## Перші роки
Лі навчався спочатку в сінгапурських закладах — у школі Телець Курау, в середній школі Рафлза (де він належав до першої скаутської групи) і Національному університеті Сінгапуру («Рафлз-коледж»), потім в британському Кембриджі (1945—1949). Він був змушений перервати навчання через Другу світову війну та японську окупацію Сінгапуру в 1942—1945 роках. Протягом окупації він успішно тримав свою справу на чорному ринку, де продавав клей на основі тапіоки Stikfas. Починаючи з 1942 року вивчав китайську та японську мови і через це зміг влаштуватись перекладати телеграми союзників на японську мову, а також був англомовним редактором японської газети Hodobu (報道部 — у відділі інформації та пропаганди) з 1943 по 1944 рік. Після війни він короткий час вчився в Лондонській школі економіки після того перевівся в Коледж Фітцвільяма, Кембридж, де вивчав право, який закінчив з двома дипломами та з відзнакою (згодом його відзначили почесним членом Коледжу Фітцвільяма). Він повернувся в Сінгапур в 1949 році і почав роботу юриста у фірмі Laycock and Ong, яка була у власності Джона Лейкока, піонера мультирасизму який разом з Раджею та Таном заснував перший сінгапурський мультирасистський клуб відкритий для азіатів.

## Початок політичної кар'єри, з 1951 по 1959

### До утворення партії
Перший досвід в політиці Сінгапуру Лі отримав працюючи довіреним для Джона Лейкока під стягом про-британської Прогресивної партії під час виборів до законодавчої ради в 1951 році. Проте Лі зрештою зрозумів, що ця партія навряд чи зможе здобути масову підтримку, особливо серед китайськомовних робітників. Це стало особливо важливим коли Конституція Рендела розширила виборчі списки і дала всім людям місцевого походження право голосу, що призвело до значного збільшення китайських виборців. Великий перелом в його житті стався коли він був зайнятий як юридичний радник для профспілок та студентських об'єднань, що дало йому можливість познайомитись з китайськомовним робочим середовищем. Пізніше в своїй кар'єрі, його Партія народної дії (ПНД) буде використовувати ці зв'язки на допомогу у вирішенні виробничих спорів працівників із керівництвом.

### Створення Партії народної дії
12 листопада 1954 року, Лі, разом з групою друзів середнього класу з англійською освітою, яких він описав як «буржуа з пивних посиденьок», утворюють «соціалістичну» ПНД у вигідному альянсі з прокомуністичними торговими профспілками. Цей альянс описаний Лі як шлюб за розрахунком, оскільки група політиків з англійською освітою потребувала сильної прокомуністичної електоральної бази, тоді як комуністи потребували не комуністичних лідерів, як димової завіси, тому що Малайська комуністична партія була заборонена. Їхньою спільною метою було агітувати за самоврядування та покласти кінець британському колоніальному правлінню. Установчі збори відбулись в Концертному залі ім. Вікторії, де були присутні 1500 прихильників та членів профспілок. Лі став генеральним секретарем, і залишався на цьому посту до 1992 року, за винятком короткого періоду в 1957 році.

### В опозиції
Лі виграв вибори у виборчому окрузі Танджонґ Пагар у 1955 році. Він став лідером опозиції проти коаліційного уряду трудового фронту Девіда Маршала. Він також був серед представників ПНД на двох конституційних переговорах, які відбулись у Лондоні стосовно майбутнього статусу Сінгапуру, які спочатку проводив Маршал, а потім його жорсткий наступник Лім Ю Хок. Протягом цього періоду Лі довелось боротися з суперниками як всередині так і за межами ПНД.
Позиції Лі в партії були під серйозною загрозою коли в 1957 році прокомуністичні лідери захопили провідні пости, після партійних зборів, в яких ліве крило партії збільшило свою присутність неіснуючими членами. На щастя для Лі та поміркованого крила партії Лім Ю Хок віддав наказ про масовий арешт прокомуністичних лідерів і Лі відновив свою посаду генерального секретаря. Після комуністичного «жаху» Лі отримав новий сильніший мандат від виборців у Танджонґ Пагарському виборчому окрузі під час додаткових виборів 1957 року. Комуністична загроза в партії була тимчасово ліквідована, а Лі готувався до наступного раунду виборів.

## Прем'єр-міністр, до незалежності, з 1959 до 1965

### Період самоврядування, з 1959 до 1963
На загальнонаціональних виборах, що відбулись 1 червня 1959 року, ПНД здобула 43 з 51 місць в законодавчих зборах. Сінгапур здобув самоврядування з автономією у всіх державних справах за винятком оборони та закордонних справ, Лі став першим прем'єр-міністром Сінгапуру 5 червня 1959 року прийнявши естафету від головного міністра Лім Ю Хока. Перед тим як вступити на посаду, Лі вимагав і домігся звільнення Лім Чін Сіона та Девана Наїра, які були арештовані раніше з подання уряду Лім Ю Хока. Після здобуття незалежності від Британії Лі зіткнувся з багатьма проблемами, такими як освіта, нестача житла та безробіття.
Ключовою подією був вотум недовіри уряду, коли 13 депутатів від ПНД, не виконали партійні вказівки та утримались від голосування 21 липня 1961 року. Ці депутати та 6 значних лівих лідерів із профспілок утворили нову партію, — прокомуністичний Соціалістичний фронт. З самого початку вона користувалась значною підтримкою чим конкурувала з ПНД. 35 із 51-го відділень ПНД та 19 з 23-ох керуючих секретарів перейшло до Соціалістичного фронту. Ця подія отримала назву «Великий поділ 1961». Більшість ПНД тепер налічувала тільки 26-25 депутатів на законодавчих зборах.
1961 року, ПНД зазнала двох поразок під час довиборів, потерпала від перебіжок депутатів та від хвилювань робочих організованих лівими. Уряд Лі був на грані краху до референдуму 1962 року щодо злиття із Малайзією, який також став перевіркою довіри суспільства до уряду.

### Злиття із Малайзією та від'єднання, з 1963 до 1965
1961 року, після пропозиції малайського прем'єр-мініста Тунку Абдул Рахмана щодо утворення федерації, куди мали увійти Малайя, Сінгапур, Сабах та Саравак, Лі почав кампанію за приєднання до Малайзії та проти Британського колоніального правління. Він використав результати референдуму щоб показати, що люди підтримують його план. Референдум відбувся 1 вересня 1962 року, 70 % голосів було віддано на підтримку позиції Лі.
16 вересня 1963 року Сінгапур стає частиною Малайзії. Однак, союз виявився недовготривалим. Малайзійський уряд, утворений правлячою партією «Об'єднана малайська національна організація» (UMNO), почав непокоїтись включенням великої китайської спільноти та політичним опонентом як PAP в Малайзії. Лі відкрито протистояв політиці буміпутра та використовував знамените гасло Малайзійських зборів солідарності «Малайзія для малайзійців», держава слугує на користь громадян Малайзії, а не людям малайської національності.
Далі були національні бунти в Сінгапурі, зокрема на день народження Мухаммеда (21 липня 1964 року) біля газових заводів Калангу загинуло 23 людей та сотні були поранені через взаємні сутички китайців з малайцями. Досі неясно, як почались заворушення, за однією з версій це був китаєць, що кинув пляшку в зібрання малайців, тоді як інші стверджують, що все розпочали малайці. У вересні цього ж року почались нові заворушення, бунтівники грабували магазини та машини. Лі Куан Ю та Тунку Абдул Рахман були змушені особисто з'явитись у проблемних місцях, щоб заспокоїти ситуацію.
Не маючи змоги розв'язати кризу, Тунку вирішує виключити Сінгапур з Малайзії, вважаючи за найкраще «розірвати всі зв'язки з урядом штату, який не показав достатньої лояльності до свого центрального уряду». Лі намагався опиратися та виробити компроміс, та безуспішно. Пізніше Го Кен Сві переконав його, що відділення було неминучим. Лі підписав угоду про розділення 7 серпня 1965 року, в якій також обумовлювались стосунки з Малайзією після розділення та наміри продовжити співпрацю в таких сферах як торгівля та взаємний захист.
Провал об'єднання став важким ударом для Лі, який вважав його необхідним для виживання Сінгапуру. Під час телевізійної прес-конференції того дня він виглядав емоційно надломленим коли формально оголосив про розділення та повну незалежність Сінгапуру:

«Для мене це момент душевних мук. Все моє життя, все моє доросле життя, я … я вірив у малайзійське об'єднання та спорідненість двох наших держав. Ви знаєте що ми, як люди пов'язані географічно, економічно та споріднені ментально … Це буквально зламало все на чому ми стояли … Сьогодні, я , Лі Куан Ю, як прем'єр-міністр Сінгапуру, уповноважений заявити та проголосити від імені простих людей та уряду Сінгапуру, що починаючи з цього дня, дев'ятого серпня тисяча дев'ятсот шістдесят п'ятого року, Сінгапур назавжди залишатиметься суверенною, демократичною та незалежною державою, заснованою на принципах свободи та справедливості та буде домагатися фінансового благополуччя та щастя громадян у найбільш справедливому та рівному суспільстві.»

Того ж дня, 9 серпня 1965 року, відразу після закінчення прес-конференції, Малайзійський парламент прийняв необхідну резолюцію, яка розривала зв'язки Сінгапуру з Малайзією, — так утворилась нова держава Республіка Сінгапур. Уряд Лі зіткнувся із значними викликами, — відсутність природних ресурсів, постачання води, яке велося головним чином з Малайзії та дуже обмежені оборонні можливості.

## Прем'єр-міністр, після незалежності, з 1965 до 1990
У своїх мемуарах, Лі згадує, що погано спав та почувався хворим після проголошення незалежності Сінгапуру. Дізнавшись про стан Лі від британського Верховного комісара в Сінгапурі, Джона Роба, британський прем'єр-міністр Гарольд Вільсон висловив стурбованість, на що Лі відповів:

«Не хвилюйтесь за Сінгапур. Мої колеги та я раціональні люди при здоровому глузді навіть у важкі для нас часи. Ми будемо зважувати всі можливі наслідки, перед тим як зробити будь-який крок на політичній шахівниці…»

Лі почав шукати засобів досягнути міжнародного визнання Сінгапуру. 21 вересня 1965 року Сінгапур приєднався до Організації об'єднаних націй, згодом 8 серпня 1967 року став одним із засновників Асоціації держав південно-східної Азії (ASEAN). Лі зробив свій перший офіційний візит до Індонезії 25 травня 1973 року, всього за кілька років після закінчення Індонезійсько-Малайзійської конфронтації за режиму Сукарно. Під час наступних візитів стосунки між Сінгапуром та Індонезією значно поліпшились.
Сінгапур ніколи не мав панівної культури, до якої іммігранти могли б асимілюватися, хоча малайська мова домінувала в ті часи. Об'єднавши зусилля уряду та правлячої партії, Лі намагався створити унікальну сінгапурську ідентичність протягом 1970-х та 1980-х — таку що визнавала права різних національностей під парасолькою мультикультуризму.
Лі та його уряд наголошували важливість підтримки релігійної толерантності та гармонійних стосунків між національностями, і готові були використовувати закон, щоб протидіяти загрозам провокації релігійних та етнічних суперечок. Наприклад Лі застеріг проти «нетактовної євангелізації», якою він назвав випадки християнського прозелітизму спрямованого на малайців. У 1974 році уряд порекомендував Біблійному товариству в Сінгапурі припинити публікувати релігійні матеріали малайською мовою.

### Рішення та політики
Після проголошення незалежності в адміністрації Лі Куаня Ю було три головних клопоти, — національна безпека, економіка, та соціальні проблеми.

#### Національна безпека
Вразливість Сінгапуру була добре відчутна, загрози були з багатьох сторін включно з комуністами та Індонезією з її позицією Конфронтації. Як тільки Сінгапур здобув членство в ООН, Лі почав швидко шукати міжнародного визнання незалежності Сінгапуру. Він оголосив політику нейтралітету та неприєднання, наслідуючи модель Швейцарії. У той самий час він попросив Го Кен Сві розбудовувати Збройні сили Сінгапуру та попросив допомогу в інших країн, особливо в Ізраїлю, про поради, тренування та обладнання.

#### Економіка
Лі завжди надавав великого значення розвитку економіки, і його увага до деталей стосовно цього аспекту дійшла до того, що цьому підпорядковувались інші грані Сінгапуру, включно з широкою та ретельною підтримкою міжнародного іміджу «Міста-саду», цієї політики притримуються досі.

#### Урядові політики
Як і в багатьох країнах, в Сінгапурі були проблеми з корупцією. Лі запропонував закони, які давали право Бюро розслідувань корупційних дій (CPIB) більші повноваження щодо арештів, обшуку, виклику свідків, розслідувань банківських рахунків та сплати податків підозрюваних та їхніх родин.
Лі вважав, що міністри повинні отримувати великі зарплати, щоб мати змогу утриматись від нечесної поведінки. У 1994 році, він запропонував пов'язати зарплати міністрів, суддів, та вищих державних службовців із зарплатами найкращих професіоналів в приватному секторі, аргументуючи це тим, що така політика допоможе завербувати та утримувати талановитих людей на державній службі.
Наприкінці 1960-х, побоюючись, що зростання населення Сінгапуру може перевантажити ще не зміцнілу економіку країни, Лі почав енергійну кампанію з планування сім'ї «Зупинись на двох». Пари пильно переконували пройти стерилізацію після народження другої дитини. Третя та четверта дитина отримували менше можливостей для освіти, такі сім'ї отримували менше заохочень у вигляді повернення податків.
У 1983 році, через Лі спалахнули «Великі шлюбні дебати», коли він почав заохочувати чоловіків вибирати високоосвічених дружин. Він був стурбований тим, що велика кількість жінок з вищою освітою залишались неодруженими. Деякі верстви населення включно з самими освіченими жінками не сприймали такі ініціативи. Попри це, було засновано агентство знайомств Група соціального розвитку (SDU), щоб сприяти спілкуванню між чоловіками та жінками з вищою освітою. В урядовій програмі для матерів з вищою освітою Лі запропонував податкові пільги, навчання та житлові переваги для освічених матерів з трьома та чотирма дітьми, змінюючи політику на протилежну через успішну кампанію з планування сім'ї «Зупинись на двох» 1960-х та 1970-х. До кінця 1990-х, народжуваність впала так низько, що Го Чок Тонг, наступник Лі, поширив ці заохочення на всіх одружених жінок, а також додав нові програми, такі як схема «бебі бонус».

#### Тілесні покарання
Одним з непохитних переконань Лі Куаня Ю була віра в ефективність тілесних покарань, а саме побиття різками. У своїх мемуарах «Сінгапурська історія» він описав часи свого навчання в коледжі Рафлза, 1930-ті роки, згадуючи, що директор школи Д. МакЛауд покарав його за хронічні запізнення. Він написав: «Я перегнувся через крісло, та отримав три удари різкою поверх штанів. Я не думаю, що він полегшував удари. Ніколи не розумів чому західні педагоги настільки проти тілесних покарань. Вони ніколи не завдали шкоди ні мені ні моїм однокурсникам».
Уряд Лі успадкував тілесні покарання в судовій системі від Британського правління, але значно розширив їх межі застосування. За британців, вони використовувались як покарання за злочини пов'язані із застосуванням насильства, та обмежувались кількома вироками із побиттям різками на рік Уряд партії ПНД під керівництвом ЛІ розширив їх використання, і список злочинів з тих пір все збільшувався. Станом на 1993 рік, таке покарання було обов'язковим за 42 види злочинів та на вибір ще для 42-ох. Такі злочини як наркоманія та нелегальна імміграція найчастіше підпадають під тілесне покарання. Кількість вироків із тілесним покаранням зростала в часі, — 602 вироки в 1987 році, 3244 в 1993 та 6404 в 2007 році.
У 1994 році, широкого розголосу набуло покарання різками американського тинейджера Майкла Фея, який порушив закон про вандалізм. Таким чином судові тілесні покарання привернули увагу світової спільноти.
Тілесні покарання в школі (тільки для учнів чоловічої статі) також були успадковані від британців, і вони широко використовуються для підтримки дисципліни серед неслухняних школярів, відповідно до закону, прийнятого ще в 1957 році. Лі також запровадив побиття різками як покарання в Збройних силах Сінгапуру. Сінгапур є однією з небагатьох країн у світі, де тілесні покарання є офіційним військовим дисциплінарним покаранням.

### Стосунки з Малайзією

#### Махатхір бін Мохамад
Лі намагався налагодити стосунки з Махатхіром бін Мохамедом, вже за його призначення на віце-прем'єр-міністра. Знаючи, що Махатхір один з можливих претендентів на пост прем'єр-міністра Малайзії, Лі запросив його (за посередництва тодішнього президента Сінгапуру Девана Наїра) відвідати Сінгапур в 1978 році. Перший і наступні візити покращили як особисті так і дипломатичні стосунки між ними. Махатхір попросив Лі розірвати зв'язки з китайськими лідерами з Партії демократичної дії; натомість Махатхір зобов'язався не втручатися в справи малайських сінгапурців.
В червні 1988 року Лі та Махатхір досягли угоди в Куала Лумпурі побудувати дамбу Linggui на річці Джохор.

## Старший міністр— 1990 до 2004
Лі Куан Ю приводив свою партію ПНД до перемоги на виборах сім разів, але зрештою вирішив відійти від влади та передав пост прем'єр-міністра наступнику Го Чок Тонгу. На той час Лі був прем'єр-міністром, що найдовше у світі виконував свої обов'язки.
Це була перша зміна головного керівництва держави з часів незалежності.
Коли Го Чок Тонг став головою уряду, Лі залишився в кабінеті міністрів на не керівній посаді старшого міністра і виконував дорадчі функції, за його власним описом. На людях, Лі завжди звертався до Го як «мій прем'єр-міністр», на знак поваги до владних повноважень Го. На День національного єднання в 1988 році він сказав:
 Навіть якщо я буду лежати хворий, або навіть якщо ви похороните мене, але я буду відчувати, що щось пішло не так, я повернусь.
Згодом Лі пішов також з поста генерального секретаря ПНД, його наступником на цій посаді став Го Чок Тонг з листопада 1992 року

## Міністр-ментор— 2004 до 2011
В десятиріччя після 2000 року, Лі висловив стурбованість зниженням рівня володіння мандаринською серед молодих сінгапурців китайського походження. В одній із своїх парламентських промов він сказав: «Сінгапурці повинні навчитись жонглювати англійською та мандаринською». Згодом в грудні 2004 року, була запущена однорічна промокампанія 华语 Cool! (Говорити по-китайськи круто!), щоб привернути уваги молодих до вивчення та використання мандаринської.
В червні 2005 року, Лі випустив книжку, Keeping My Mandarin Alive, де відобразив десятиріччя зусиль на оволодіння мандаринською, мови, яку йому довелись вчити заново через невикористання:
…тому що я не користуюсь нею часто, вона забувається і втрачається мова. Тоді я змушений відновлювати її. Це страшна проблема, тому що навчаючись дорослим ти не маєш вже такої чіпкої пам'яті.
12 червня 2005 року, на інтерв'ю CCTV, Лі наголосив на необхідності постійного оновлення талантів в серед керівників країни:
У світі, що змінився ми повинні знайти місце для себе, маленькі куточки, де незважаючи на наші малі розміри, ми зможемо виконувати роль корисну для всього світу. Щоб зробити це, вам потрібні люди нагорі, які здатні приймати рішення та побачити тенденції, які мають хороший розум відкритий до ідей, хто може вхопитись за можливість, як колись це зробили ми…Моя справа була знайти своїх наступників; я їх знайшов і вони за роботою. Тепер їхня справа знайти наступників собі. Так що це має бути постійне оновлення талановитих, відданих, чесних, здібних людей, що будуть працювати не на себе, а на своїх співгромадян та на свою країну. Якщо вони впораються, справа буде тривати ще протягом одного покоління і так далі. Як тільки це не спрацює, все пропало.
У листопаді 2010, особисті розмови Лі з замом держсекретаря Сполучених Штатів Джеймсом Штейбергом, що відбулись в травні 2009 року були серед тих дипломатичних телеграм США, які потрапили в руки WikiLeaks. У доповіді посольства США, яка була під грифом «таємно», Лі дав свою оцінку ряду азійських лідерів та погляди на розвиток політичної ситуації в Північній Азії, включно з наслідками поділу ядерного потенціалу. Сінгапурський міністр закордонних справ висловив глибоку стурбованість з приводу витоку інформації, особливо якщо читати її поза контекстом, та наголосив на необхідності захисту конфіденційності дипломатичного листування.
В січні 2011 року, Straits Times Press опублікувало книжку Lee Kuan Yew: Hard Truths To Keep Singapore Going. Книга призначена для молодих сінгапурців, в основі лежать 16 інтерв'ю з міністром-ментором і сімома місцевими журналістами в 2008—2009 році. Перший тираж 45 000 примірників розійшовся швидше ніж за місяць після виходу в продаж в січні 2011 року. Тому майже відразу була вийшов друком наступний наклад в 55 000 примірників.
Після загальних виборів в Сінгапурі 2011 року, в яких опозиція здобула безпрецедентний успіх вигравши в Груповому представницькому виборчому окрузі, Лі оголосив, що залишає кабінет міністрів Лі Сянь Луна, щоб його команда могла починати з чистого аркуша.

## Візит в Україну
Лі Куан Ю вперше відвідав Україну 19–22 вересня 2010 року. Напередодні свого 87-річчя, 16 вересня, він вирушив у десятиденне турне. Поїздка в українську столицю була запланована у нього ще кілька років тому, проте її переносили через погіршення стану здоров'я дружини Лі Куан Ю, з якою він прожив 61 рік.
Про це пише громадський і державний діяч, історик Ігор Шаров у своїй книжці «Від мрії — до дії!» [Архівовано 23 квітня 2017 у Wayback Machine.].
«Вам потрібні інвестиції із західних країн, які зможуть розвинути і сучасні технології, і менеджмент. Робота з такими технологіями протягом п'яти і більше років дозволить виробити на їхній основі власні методи. Це найпростіший шлях, яким треба йти для розвитку», — зазначив Лі Куан Ю під час зустрічі з тодішнім керівництвом держави, підкресливши, що саме така політика допомогла Сінгапуру стати високорозвиненою країною. За словами Лі Куан Ю, зараз цей приклад наслідує Китай, економіка якого успішно розвивається. Політик зазначив, що китайці проаналізували досвід і методи Сінгапуру, залучили іноземні інвестиції і зараз реалізують власні методи для розвитку: «Вони спочатку навчаються і повторюють технології, а потім, коли є можливість знизити затрати на виробництво, беруться за розробку власних моделей і просувають їх на ринки інших країн».
Лі Куан Ю підкреслив, що за умов стабільної послідовної політики Україна має всі можливості упродовж 10-ти років повністю модернізувати країну, увійти до числа розвинених країн світу.

## Спадщина та мемуари

### Спадщина
Протягом трьох десятиріч, коли Лі займав свою посаду прем'єра, Сінгапур виріс з країн, що розвиваються та перетворився в одну з найбільш розвинутих країн Азії, незважаючи на малі розміри, обмежені простір та нестачу природних ресурсів. Лі часто заявляв, що єдиний природний ресурс Сінгапуру це його люди та їх сильна етика праці. Серед багатьох сінгапурців він користується повагою, особливо серед старшого покоління, хто пам'ятає його натхненне керівництво в перші роки незалежності та в часи відділення від Малайзії. І дійсно, для багатьох людей в Сінгапурі та за межами країни, Лі нерозривно пов'язаний із сприйняттям бренду Сінгапуру.
З іншого боку багато сінгапурців критикували Лі, як авторитарного та нетерпимого до інакомислення керівника, посилаючись на численні в більшості успішні судові процеси проти політичних опонентів та газет, які висловлювали негативну думку. Міжнародна організація журналістів «Репортери без кордонів» вимагала від Лі та інших високопосадовців Сінгапуру припинити позиватись за наклеп проти журналістів.
У 2004 році на честь Лі Куаня Ю назвали Інститут державної політики, що підпорядкований Національному університету Сінгапуру, це один з перших випадків коли на його честь назвали якусь установу.

### Мемуари
Лі написав двотомник спогадів: Сінгапурська історія, яка охоплює його погляд на історію Сінгапуру до відділення від Малайзії в 1965 році, та Із третього світу в перший, в якій розповідається про подальше перетворення Сінгапуру в розвинуту країну.

## Нагороди
- Лі отримав ряд державних нагород, в тому числі Орден кавалерів пошани (1970), Лицар великого хреста ордена Святого Св. Михайла та Св. Юрія (1972), почесного громадянина Лондона (1982), Орден корони Джохору (1984), Орден великого лідера (1988) та Орден вранішнього сонця (1967).[38]
- Лі було присуджено Іґнобелівську премію в 1994 році.[39]
- У 2002 році, Лі офіційно прийняли до товариства Імперського коледжу Лондона на знак визнання його сприяння міжнародній торгівлі та промисловості, розвитку науки та інженерних досліджень разом з Великою Британією.[40]
- У 2006 році, Лі вручили премію імені Вудро Вілсона за державну службу від Міжнародного центру науковців імені Вудро Вілсона.
- У 2007 році, Лі став почесним доктором права в Австралійському національному університеті в Канберрі, хоча це супроводжувалось протестами студентів та співробітників.[41]
- У жовтні 2009 року, Лі присудили премію Досягнень протягом життя від Бізнес ради Азія-США на 25-ту річницю ради, на святковому обіді в Вашингтоні. На його честь, колишній Держсекретар Сполучених Штатів та лауреат Нобелівської премії миру 1973 року, доктор Генрі Кіссинджер сказав:[42]

«Він став фундаментальною фігурою для всіх нас. Я дізнався так багато від пана Лі, як не дізнався від будь-кого іншого. Він став незамінним другом для Сполучених штатів, не тільки через владу яку він обіймав, але через ясність свого мислення.»
Наступного дня, на зустрічі з президентом США в овальному кабінеті Білого дому, президент Барак Обама відрекомендував його як:
«…один з легендарних діячів Азії XX-го та XX-го століття. Він один з тих хто сприяв появі азійського економічного дива.»
- 15 листопада 2009 року, Лі отримав російський Орден дружби від тодішнього президента Дмитра Медведєва на форумі APEC Singapore 2009.[45]
- 29 квітня 2009 року, часопис TIME вніс Лі до топ-100 списку людей, які найбільше вплинули на сучасний світ.[46]
- 14 січня 2011 року, Лі отримав Премію Грифона в своєму alma mater, Інституті Рафлза, яку видають прославленим випускникам за видатний внесок в розбудову держави.[47]
- 19 жовтня 2011 року, Лі отримав Медаль Лінкольна в Вашингтоні — честь, якою вшановують тих, хто зробив винятковий вклад на державній службі, на зразок колишнього президента США Авраама Лінкольна.[48]

## Цитати
Про своє політичне кредо Куан Ю писав так:

«Ми використовували ті переваги, які Велика Британія залишила нам: англійську мову, юридичну систему, адміністрацію, позбавлену партійних пристрастей. Ми ретельно уникали використання методів, властивих соціальній державі, тому що бачили, як британський народ в результаті соціальної зрівнялівки перетворився з великого на посередній».

Згодом Лі Куан Ю захоплювався Марґарет Тетчер, яка у свою чергу заявила, що 
«колись Сінгапур вчився у Великої Британії, а тепер ми вчимося в Сінгапуру».
Марґарет Тетчер належить також наступний вислів про особу Лі Куан Ю:

«Будучи прем'єр-міністром, я читала та аналізувала кожну промову Лі Куан Ю. Він умів розвіяти пропагандистський туман та з унікальною ясністю висловити свої погляди на основні проблеми сучасності та шляхи їх рішення. Він жодного разу не помилився».

«Грошові політики» генерують проблеми більшості країн Азії. «Грошовий політик» — це людина, яка купує голоси виборців, щоб прийти до влади, і в результаті отримує можливість відшкодувати витрати на вибори і зібрати достатньо коштів для наступного раунду купівлі голосів".

«У Сінгапурі немає „грошових політиків“. Професійна чесність міністрів та інших членів адміністрації — це основа нашої політичної стабільності. У Сінгапурі жоден політик не піде на сумнівні угоди, а отже, не потрапить у тенета фінансової залежності».

## Здоров'я
13 вересня 2008 року, Лі, тоді у віці 84 років, пройшов успішне лікування серцевої аритмії (atrial flutter) в Загальній лікарні Сінгапуру, проте почувався достатньо добре щоб виступити на філантропському форумі по відеозв'язку з лікарні. 28 вересня 2010 року, він був госпіталізований через інфекцію в грудній порожнині, через що не зміг бути присутнім на поминках Міністра закордонних справ Баладжі Садісівана.
У часописі Sunday Times від 6 листопада 2011 року, дочка Лі Вей Лінг розповіла що, Лі хворий на периферичну невропатію. В статті вона згадує як вперше помітила нездужання батька, коли вона супроводжувала його на зустріч з колишнім Державним секретарем США Генрі Кіссинджером у Коннектикуті в жовтні 2009 року. Доктор Вей Лінг, невролог «зробила кілька простих неврологічних тестів та виявила, що нерви на його ногах не працюють як слід». Наступного дня, під час інтерв'ю в своєму виборчому окрузі Лі Куан Ю заявив «У мене немає сумнівів, що це не вплинуло на мій розум, мою волю та мою рішучість» та додав «Люди в інвалідних кріслах здатні робити свій внесок. У мене поки що обидві ноги, і я буду робити свій внесок.»

### Мемуари Лі Куан Ю
- The Singapore Story (ISBN 0-13-020803-5)
- From Third World to First: The Singapore Story (ISBN 0060197764)

Українською
- Сингапурська історія. Мемуари Лі Куан Ю (ISBN 966-8961-09-9)
- Сингапурська історія: із третього світу в перший (ISBN 978-966-2469-05-9)